# Östra Tommarps församling
Östra Tommarps församling var en församling i Lunds stift och i Simrishamns kommun. Församlingen uppgick 2003 i Stiby församling.

## Administrativ historik
Församlingen har medeltida ursprung. Före den 1 januari 1886 (ändring enligt beslut den 17 april 1885) var namnet Tommarps församling. En del av socknen, Hyllinge, tillhörde före 1889 Luggude härad i Malmöhus län och överfördes då till samma härad och län som övriga socknen.
Den 1 januari 1991 överfördes ett område med 6 personer till församlingen från Vallby församling.
Församlingen uppgick 2003 i Stiby församling.

### Pastorat
- Medeltiden till 2 maj 1578: Eget pastorat.
- 2 maj 1578 till 1 januari 1962: Annexförsamling i pastoratet Gladsax och Östra Tommarp.
- 1 januari 1962 till 2003: Annexförsamling i pastoratet Stiby, Östra Vemmerlöv, Östra Tommarp och Bolshög.[4]

## Organister och klockare
| Verksam   | Namn                  | Levnadstid | Övrigt                    |
| --------- | --------------------- | ---------- | ------------------------- |
| 1755–1780 | Peter Reslow (Reslöf) | 1724–1804  | Organist och skolmästare. |

## Kyrkor
- Östra Tommarps kyrka